# Calendário do Advento

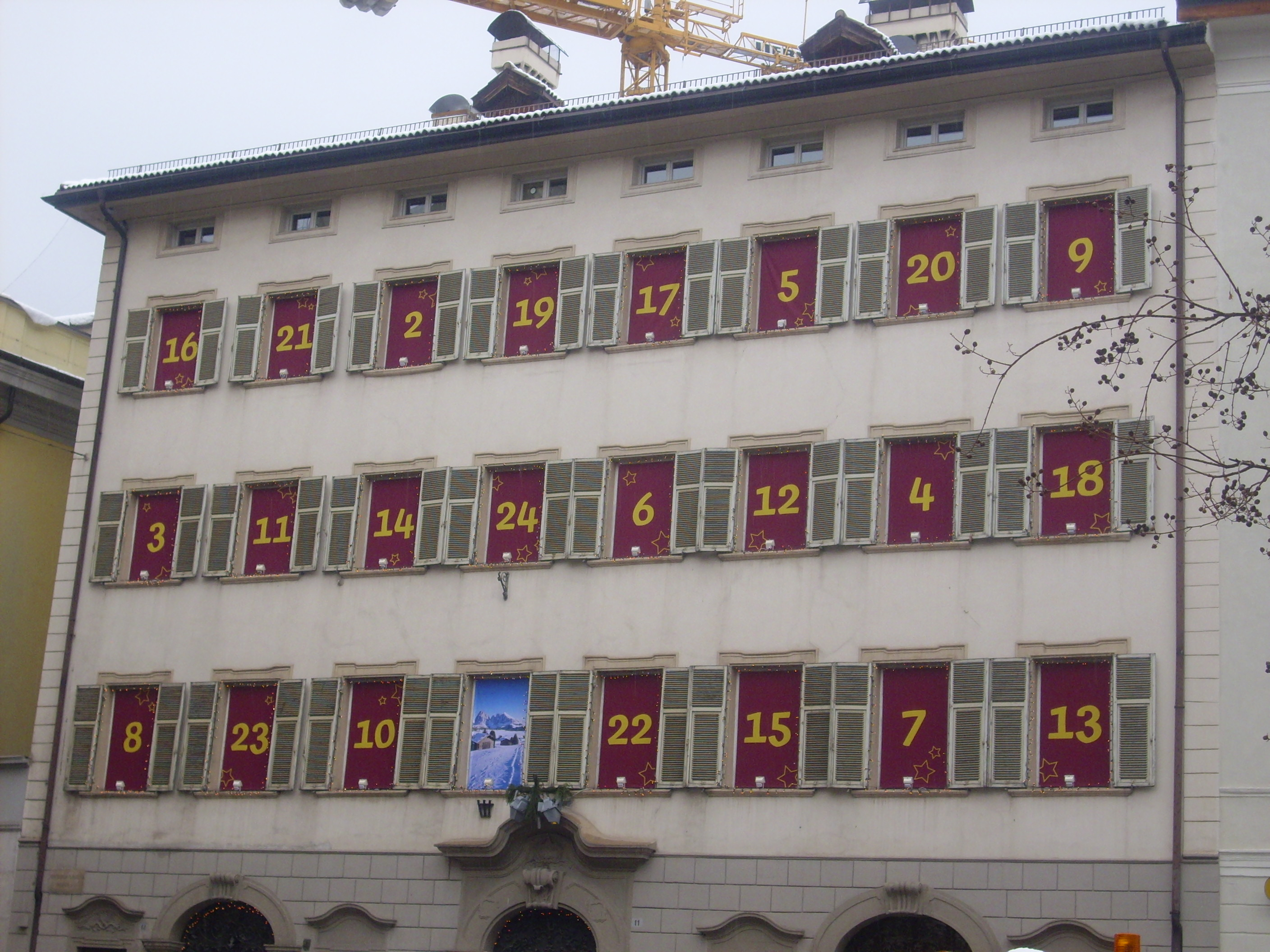
Um calendário do Advento na praça em Bolzano

O Calendário do Advento é contado regressivamente até a Véspera de Natal. A marcação do tempo se dá pelo uso de velas.
As velas também podiam ser colocadas em uma estrutura, que era conhecida como "relógio do Advento". Em dezembro de 1839 a primeira coroa do Advento pública foi pendurada na capela da Rauhes Haus (um orfanato) em Hamburgo, apesar de ter sido uma prática familiar em regiões de língua germânica da Europa desde o século XVII.
O primeiro calendário do Advento conhecido foi manufaturado em 1851.
De acordo com o Austrian Landesmuseum, o primeiro calendário do Advento impresso foi produzido em Hamburgo em 1902 ou 1903. Outras fontes afirmam que o pároco Gerhard Lang foi responsável pelo primeiro calendário impresso em 1908.
Lang certamente foi o pai do calendário do Advento moderno. Ele era um tipógrafo na Reichhold & Lang de Munique que, em 1908, fez 24 figuras coloridas que poderiam ser coladas em um cartão. Alguns anos depois ele lançou um calendário com 24 pequenas janelas.
Criou e comercializou ao menos 30 desenhos antes da sua firma retirar-se do mercado na década de 30. Na mesma época, a companhia de impressão Sankt Johannis começou a produção de calendários do Advento religiosos com versículos da Bíblia no lugar das imagens nas pequenas janelas.
A prática desapareceu durante a Segunda Guerra mundial, aparentemente para economizar papel. Após a Guerra, Richard Sellmer de Stuttgart relançou o calendário do Advento comercial e é o responsável por sua abrangente popularidade. Sua companhia, a Richard Sellmer Verlag, já lançou até hoje mais de 1 milhão de calendários.

## Os calendários do Advento atuais
O calendário tradicional consiste em dois pedaços de cartolina sobrepostos. Vinte e quatro janelas são cortadas na camada superior com um número entre 1 e 24 em cada uma delas. Começando no primeiro dia de dezembro, uma janela é aberta a cada dia, fazendo a contagem regressiva até a noite de Natal. De 24 até 1. Cada compartimento mostra uma imagem que pode ser tanto sobre o Natal ou o nascimento de Cristo quanto cenas relacionadas à festa de Natal, como bolas, pinheiros e estrelas.
Os calendários do Advento também podem ser feitos com um tecido com pequenos bolsos que são preenchidos com doces ou outras miudezas. Muitos calendários foram adaptados por comerciantes e artesãos para acomodar um pequeno chocolate ou outro confeito em cada divisão. Estes são frequentemente direcionados às crianças, que esperam ansiosamente pelo Natal e pela chegada do Papai Noel e têm sido criticados por não ter relação com o nascimento de Cristo e simplesmente faturar com as vendas de Natal.
O número de janelas também pode ser de 25, para cobrir o dia de Natal ou 31 e 32 para incluir a véspera de Ano Novo e o Dia de Ano Novo.
O calendário do Advento normalmente tem tamanhos padronizados mas pode ser encontrado em outros formatos como casas em miniatura. Outras formas são os calendários de feltro ou uma cadeia de velas que serão acesas a cada dia. A cidade alemã de Dresden tem um calendário gigante em um castelo no seu Mercado de Natal, o Striezelmarkt.